# K.k. Landwehr

Vorderseite der k.k. Landwehr Regimentsfahnen

Rückseite der k.k. Landwehr Regimentsfahnen

Die kaiserlich-königliche Landwehr (auch: k.k. Landwehr) bestand von 1869 bis 1918 aus den Territorialstreitkräften der cisleithanischen Reichshälfte, die als Pendant zur k.u. Landwehr aufgestellt wurden. Die beiden Landwehren bildeten mit der Gemeinsamen Armee und der k.u.k. Kriegsmarine die Streitkräfte von Österreich-Ungarn (offiziell „Bewaffnete Macht“ oder auch „Wehrmacht“ genannt).
Im Gegensatz zum Deutschen Reich, wo sich die Landwehr größtenteils aus Reservisten und Ungedienten zusammensetzte, bestand die kaiserlich-königliche Landwehr aus regulären Verbänden. Sie war etatmäßig voll aufgestellt und nicht teilmobil oder gekadert. Die Landwehr ist nicht mit dem Landsturm zu verwechseln.

## Geschichte

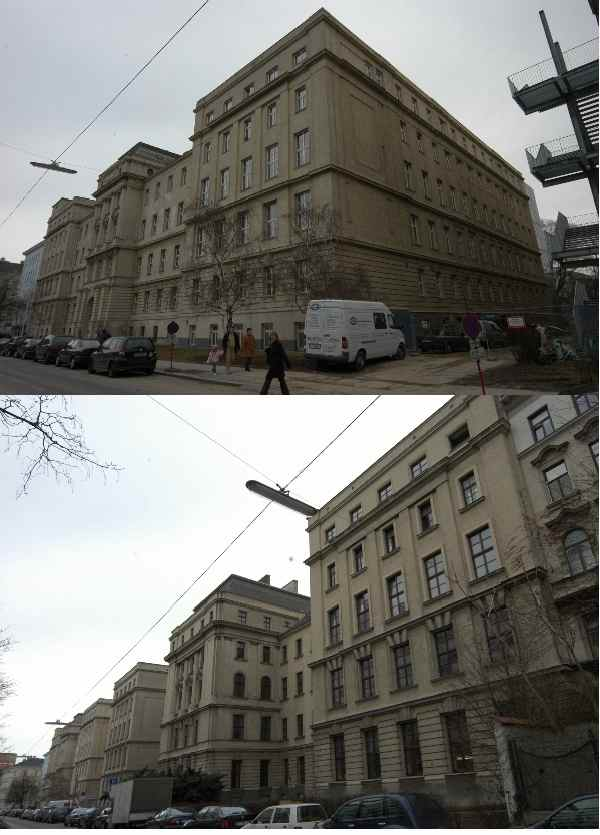
Die Gebäude der ehemaligen k.k. Franz-Joseph-Landwehrakademie in Wien

Die Wurzeln der Landwehr finden sich im 16. Jahrhundert als Aufgebot aller Wehrfähigen zur Landesverteidigung.
Während der Napoleonischen Kriege wurde mit kaiserlichem Patent vom 9. Juni 1808 eine Landwehr als ständige und allgemeine Einrichtung zur Ergänzung der regulären österreichischen Armee geschaffen. Eingesetzt wurde diese Truppe 1809 und zwischen 1813 und 1814. Im Jahre 1859 wurde die Landwehr aufgehoben.
Nach dem verlorenen Krieg des Kaisertums Österreich gegen das Königreich Preußen erreichte das Königreich Ungarn mit dem Österreichisch-Ungarischen Ausgleich 1867 seine Teilsouveränität. Ungarn wollte nun neben der k.u.k. Armee und der k.u.k. Kriegsmarine, die nur dem Kaiser und dem k.u.k. Kriegsminister unterstanden, auch eigene Streitkräfte besitzen, die der ungarischen Regierung unterstehen sollten. Der Ausgleich umfasste daher auch das Recht Ungarns, die königlich ungarische Landwehr, Király Honvédség, umgangssprachlich meist kurz Honvéd genannt, aufzubauen.
Als cisleithanisches Pendant dazu wurde in den im Reichsrat vertretenen Königreichen und Ländern, dem verbliebenen Kaisertum Österreich, auf Grundlage der mit dem Wehrgesetz vom 5. Dezember 1868 eingeführten allgemeinen Wehrpflicht (RGBl. Nr. 151 / 1868), daher ebenfalls mit dem österreichischen Landwehrgesetz vom 13. Mai 1869 (RGBl. Nr. 68 / 1869) eine Landwehr errichtet. Ihre Aufgaben wurden zuletzt 1889 im österreichischen Wehrgesetz (RGBl. Nr. 41 / 1889) wie folgt festgelegt:
§ 4. Die Landwehr ist im Kriege zur Unterstützung des Heeres und zur inneren Vertheidigung, im Frieden ausnahmsweise auch zur Aufrechterhaltung der Ordnung und Sicherheit im Inneren bestimmt.
In § 14 Wehrgesetz 1889 wurde das jährliche Rekrutenkontingent für die Landwehr mit 10.000 Mann festgelegt.
Die Wehrpflicht bei der Landwehr bestand vom 21. bis zum 32. Lebensjahr und betrug zwei bzw. drei aktive Jahre bei der Truppe. Die Einjährig-Freiwilligen dienten nur ein Jahr, erhielten aber keine Löhnung und mussten für ihre Ausrüstung selbst aufkommen. Nach der Vollendung des 32. Lebensjahres wurden die wehrpflichtigen Landwehrmänner zum Landsturm überstellt. Da mehr Wehrpflichtige vorhanden waren, als benötigt wurden, entschied das Los, wer der Armee, der Landwehr bzw. der Ersatzreserve zugewiesen wurde.
Bei Kriegsausbruch 1914 bestand die k.k. Landwehr aus 35 Infanterie-Regimentern, 2 Gebirgs-Infanterie-Regimentern, 3 Tiroler Landesschützen-Regimentern (als Gebirgstruppe), 2 Reitenden Landesschützen-Divisionen, 6 Ulanen-Regimentern, 8 Feldkanonen-Divisionen und 8 Feldhaubitz-Divisionen und bildete so einen bedeutenden Anteil an der Bewaffneten Macht. Die fünf Regimenter der k.k. Gebirgstruppe waren bei Kriegsbeginn die am besten ausgebildeten und ausgerüsteten Truppenteile Österreich-Ungarns.
Im April 1917 wurden auf Vorschlag des k.k. Landesverteidigungsministers Friedrich von Georgi die Landwehrtruppen in Schützen umbenannt. Dementsprechend hießen die Landwehrinfanterieregimenter ab Frühjahr 1917 Schützenregimenter.
Mit dem Zusammenbruch der Armee der Habsburgermonarchie am Ende des Ersten Weltkrieges 1918 entstanden die Streitkräfte der Nachfolgestaaten – zumeist unter Rückgriff auf Personal und Material der österreich-ungarischen Armee. Letzte mit der Leitung des k.k. Landwehrministeriums betraute Person war der Sektionschef Friedrich Freiherr Lehne von Lehnsheim vom 27. Oktober bis 11. November 1918 (Ministerium Lammasch).

## Truppenfahne
Die k.k. Landwehr führte zunächst keine Truppenfahne, jedoch wurde im September 1915 von Kaiser Franz Joseph I. in Anerkennung der besonders verdienstvollen Leistungen der k.k. Landwehr die Fahne M 1915 gestiftet, und unter Aufsicht des Heeresmuseums 1916 produziert. Sie sollten nach Kriegsende an die Einheiten übergeben werden. Der Vorgang war geregelt im Verordnungsblatt für die k.k. Landwehr, Normalverordnungen, 22. Stück, vom 8. September 1915, in welchem das Procedere für die Verleihung der Fahnen mit Zirkularverordnung vom 4. September 1915, Präs.Nr. 14.256 bestimmt wurde. Dazu wurde das folgende Schreiben erlassen:
„Seine k.u.k. Apostolische Majestät haben in neuerlicher allergnädigster Anerkennung der besonders verdienstvollen Leistungen der k.k. Landwehr, welche während der ganzen bisherigen Kriegsperiode mit den Truppen des k. und k. Heeres in unentwegter und treuester Pflichterfüllung vor dem Feinde wetteifert und bereits wiederholt die Allerhöchste Anerkennung fand, die Beteilung der k.k. Landwehrfußtruppen mit Fahnen huldvollst in Aussicht zu nehmen geruht. Die Verfügung wegen Ausstattung und Ausführung dieser Fahnen sowie betreff Anfertigung und feierlicher Ausgabe werden nach Beendigung des Krieges erfolgen. Dieser Allerhöchste Gnadenakt soll für die Truppen der k.k. Landwehr ein weiterer Ansporn zu neuen Heldentaten sein und wird sich dieselbe gewiß durch weitere glänzende Leistungen vor dem Feinde dieser Allerhöchsten Verfügung immer wieder würdig weisen!“
Freiherr von Georgi m.p.
General der Infanterie
Die Fahnen wurden während der Dauer der Monarchie nicht mehr ausgegeben, erst später erfolgte die Verabfolgung an Traditionsverbände. Wie viele dieser Fahnen angefertigt wurden, ist nicht bekannt. Nachweislich wurde zumindest die Fahne des „k.k. Landwehr-Infanterieregiments - Linz - Nr. 2“ am 8. Juni 1924 an den „Kameradschaftsbund ehemaliger Zweierschützen“ in Linz übergeben. Ebenfalls ist die Existenz der Fahne des „k.k. Landwehr-Infanterieregiments ‚Wien‘ Nr. 1“ nachgewiesen.

## Aufbau
Die österreichische Landwehr unterstand dem k.k. Landesverteidigungsministerium (wie der Honvéd dem k.u. Honvédministerium – beide unabhängig vom gemeinsamen Kriegsministerium).

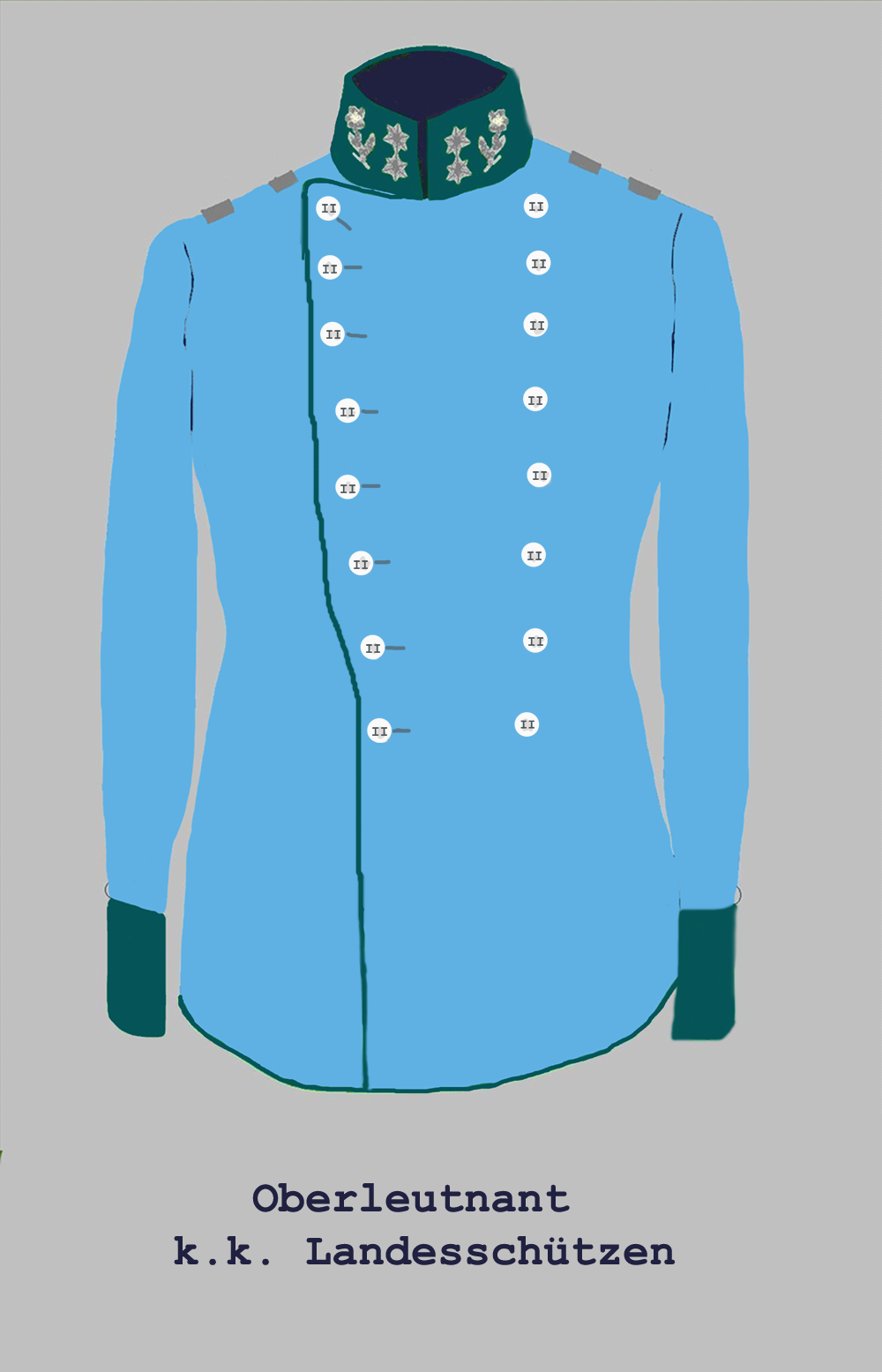
Oberleutnant der k.k. Landesschützen Dienst/Ausgehrock

Das k.k. Landesverteidigungsministerium befand sich in Wien in der Babenbergerstraße 5. Das Landwehroberkommando war im ersten Stock des damaligen k.k. Justizministeriums am Schillerplatz 4 untergebracht. Landwehrstäbe und das Landwehrplatzkommando waren in Privathäusern einquartiert. Während des Ersten Weltkrieges war das k.k. Ministerium für Landesverteidigung im Kriegsüberwachungsamt vertreten.
Die Landwehr verfügte über eigene Kasernen, Depots und Bildungsstätten für die Offiziere. Die Ausbildung der Landwehroffiziere erfolgte in der k.k. Franz-Joseph-Militärakademie in der Boerhaavegasse in Wien, einer von fünf Militärakademien in Österreich-Ungarn. Zusätzlich gab es eine Militär-Oberrealschule in Wien und eine Militär-Unterrealschule in Bruck an der Leitha.
Kasernen der Landwehr in Wien waren die Kaiserebersdorfer Landwehr-Artilleriekaserne, Kaiser-Franz-Joseph-Landwehrkaserne und die Landwehrkaserne Siebenbrunnengasse. Benachbart zu dieser Kaserne war das Landwehr-Ausrüstungsdepot. Das k.k. Landwehr-Waffendepot wurde beim Arsenal in Wien errichtet.
Bei Kriegsausbruch 1914 bestand die k.k. Landwehr aus:
- 35 Infanterie-Regimentern
- 2 Gebirgs-Infanterie-Regimentern (4. und 27. k.k. Landwehr-Infanterieregiment)
- 3 Tiroler Landesschützen-Regimentern (seit 1917 „k.k. Kaiserschützen“)
- 1 Reitende-Tiroler-Landesschützen-Division (in Bataillonsstärke - Divisionen als Großverband hießen Infanterie-Truppendivision)
- 1 Reitende Dalmatiner Landesschützen-Division
- 6 Ulanen-Regimentern
- 8 Feldkanonen-Divisionen
- 8 Feldhaubitz-Divisionen

Obwohl die Landwehr-Infanterieregimenter personell schwächer ausgestattet waren als die Regimenter der k.u.k. Infanterie (die Landwehrregimenter hatten nur drei statt der bei der Gemeinsamen Armee üblichen vier Bataillone – ausgenommen hiervon waren die Landesschützen-Regimenter Nr. I und Nr. III, die ebenfalls über vier Bataillone verfügten), waren sie ausrüstungsmäßig diesen oft überlegen. Die Parlamente Cis- und Transleithaniens waren nämlich eher gewillt, „ihren“ Truppenverbänden finanzielle Mittel bereitzustellen als der gemeinsamen Armee.
Als Besonderheit galt auch die Bezeichnung der Regimenter, die den Garnisonsort des Regimentsstabes im Namen führten (z. B. k. k. Landwehrinfanterieregiment „Eger“ Nr. 6). Das Gleiche galt auch für die Landesschützen, die ja zur Landwehr gehörten (k.k. Landesschützen-Regiment „Innichen“ Nr. III). Damit wurde die Verbundenheit des jeweiligen Regiments mit dem betreffenden Garnisonsort betont.

## Infanterie
Am 11. April 1917 wurden die Infanterieverbände der Landwehr umbenannt. Der Begriff „Landwehr“ wurde durch „Schützen“ ersetzt.
- Landwehr Infanterietruppendivision (später k.k. Schützendivision)[8]
- Landwehrinfanteriebrigade (später k.k. Schützenbrigade)
- k.k. Landwehr Infanterieregiment „Pola“ Nr. 5 = k.k. Schützenregiment „Pola“ Nr. 5[9]

### Landwehr Infanterietruppendivisionen
| I. | II. |
| --- | --- |
| 13. Landwehr Infanterietruppendivision - Wien VIII. Bez. Albertgasse 24 Kommandant: Feldmarschalleutnant Eduard Edler von Kreysa Generalstabschef: Hauptmann des Generalstabskorps Heinrich Mazanee Edler von Engelhardswall Landwehrkommando in Wien Verbände: 25. Landwehrinfanteriebrigade (Wien VII Bez. Neustiftgasse 28) Kommandant: Generalmajor Karl Englert LIR 1 - LIR 24 26. Landwehrinfanteriebrigade (Brünn) Kommandant: Generalmajor Emil Lischka LIR 14 - LIR 25 | 21. Landwehr Infanterietruppendivision - Prag Kommandant: Feldmarschalleutnant Artur Ritter von Przyborski Generalstabschef: Oberstlt. des Generalstabskorps Josef Ritter von Hiltl Landwehrkommando in Prag Verbände: 41. Landwehrinfanteriebrigade (Pilsen) Kommandant: Generalmajor Otmar Panesch LIR 6 - LIR 7 42. Landwehrbrigade (Prag) Kommandant: Generalmajor Alois Podhajský LIR 8 - LIR 28 - LIR 29 |

| I. | II. |
| --- | --- |
| 22. Landwehr Infanterietruppendivision - Graz Kommandant: Feldmarschalleutnant Heinrich Ritter von Krauss-Elislago Generalstabschef: Major des Generalstabskorps Karl Plachota Landwehrkommando in Graz Verbände: 43. Landwehrinfanteriebrigade (Graz) Kommandant: Generalmajor Josef Nemeczek LIR 3 - LIR 26 - LIR 31/1 44. Landwehrinfanteriebrigade (Pola) Kommandant: Generalmajor Ignaz Schmidt Edler von Fussina LIR 4 - LIR 5 - LIR 27/2 | 26. Landwehr Infanterietruppendivision - Leitmeritz Kommandant: Feldmarschalleutnant Karl von Křitek Generalstabschef: Oberstlt. des Generalstabskorps Wilhelm Klingkigt Landwehrkommando in Leitmeritz Verbände: 51. Landwehrinfanteriebrigade (Hohenmauth) Kommandant: Generalmajor Viktor Seidler LIR 11 - LIR 12 - LIR 30 52. Landwehrinfanteriebrigade (Leitmeritz) Kommandant: Generalmajor Otto Gössmann LIR 9 - LIR 5 - LIR 10 |

| I. | II. |
| --- | --- |
| 44. Landwehr Infanterietruppendivision - Innsbruck Kommandant: Feldmarschalleutnant Heinrich Tschurtschenthaler von Helmheim Generalstabschef: Major des Generalstabskorps Ludwig Ritter Ehrlich von Treuenstätt Landesverteidigungskommando in Innsbruck Verbände: 87. Landwehrinfanteriebrigade (Linz) Kommandant: Generalmajor Rudolf Krauss LIR 2 - LIR 21 88. Landesschützenbrigade (Bozen) Kommandant: Generalmajor Karl Georgi LSchR I - LSchR II - LSchR III | 45. Landwehr Infanterietruppendivision - Przemyśl Kommandant: Feldmarschalleutnant Stephan Ljubičić Generalstabschef: Major des Generalstabskorps Milan Ritter Bleiweis von Tersteniški Landwehrkommando in Przemyśl Verbände: 89. Landwehrinfanteriebrigade (Przemyśl) Kommandant: Generalmajor Ernst Ritter Hörmann von Wöllersdorf und Urbair LIR 18 - LIR 33 90. Landwehrinfanteriebrigade (Jaroslau) Kommandant: Generalmajor Johann Edler von Sauerwein LIR 17 - LIR 34 |

| I. | II. |
| --- | --- |
| 46. Landwehr Infanterietruppendivision - Krakau Kommandant: Feldmarschalleutnant Karl Nastopil Generalstabschef: Hauptmann des Generalstabskorps Emil Hondl Landwehrkommando in Krakau Verbände: 91. Landwehrinfanteriebrigade (Krakau) Kommandant: Generalmajor Alfred Kochanowsky Edler von Korwinau LIR 16 - LIR 31 92. Landesschützenbrigade (Olmütz) Kommandant: Generalmajor Adam Brandner Edler von Wolfszahn LIR 13 - LIR 15 |     |

### Landwehr-Infanterieregimenter
Das Infanterieregiment bestand nur aus drei statt der bei der Gemeinsamen Armee üblichen vier Bataillone.
Als Garnison wird stets der Sitz des Regimentsstabes angegeben.

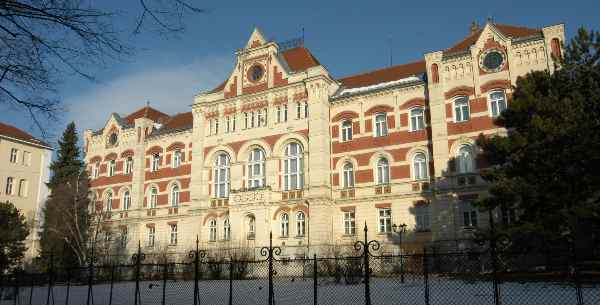
Ehemalige Kaiser-Franz-Joseph-Landwehrkaserne, Wien 14., Hütteldorfer Str. 188

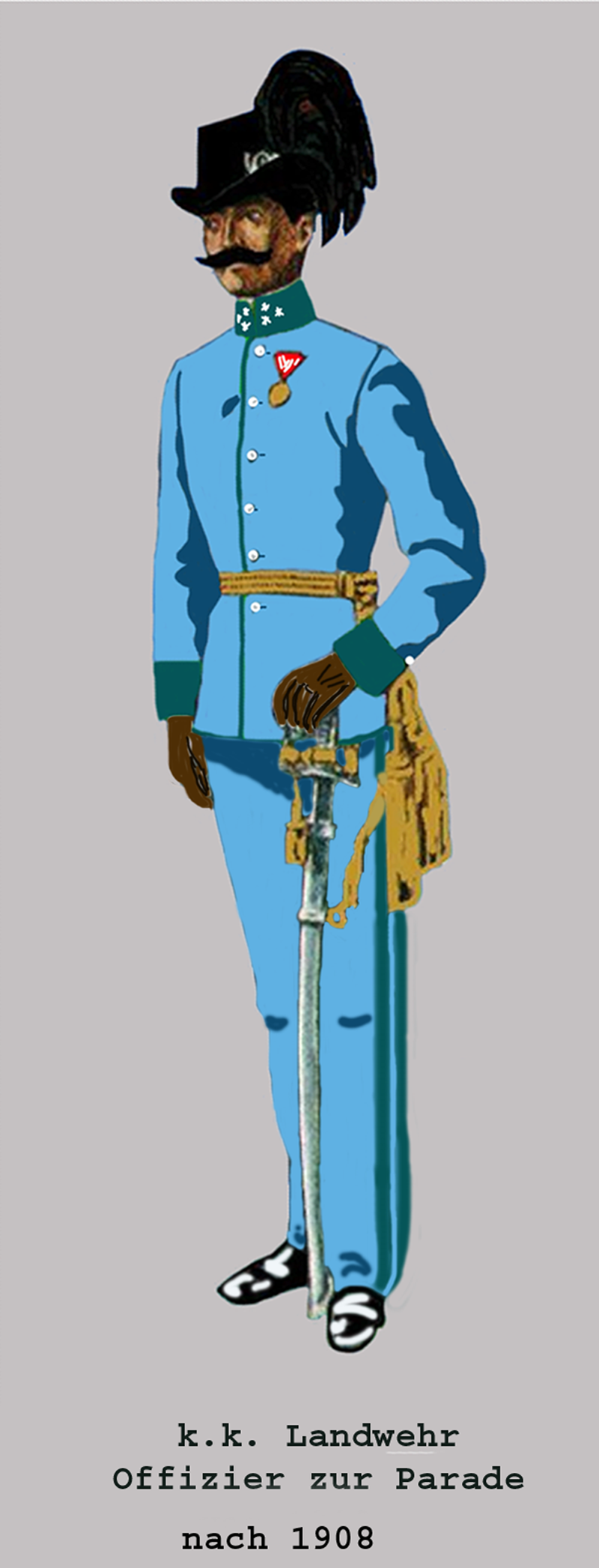
Hauptmann der Landwehr nach 1908 in Paradeadjustierung als Einzelperson - im Truppenverband trug auch er bei Parade die Felduniform

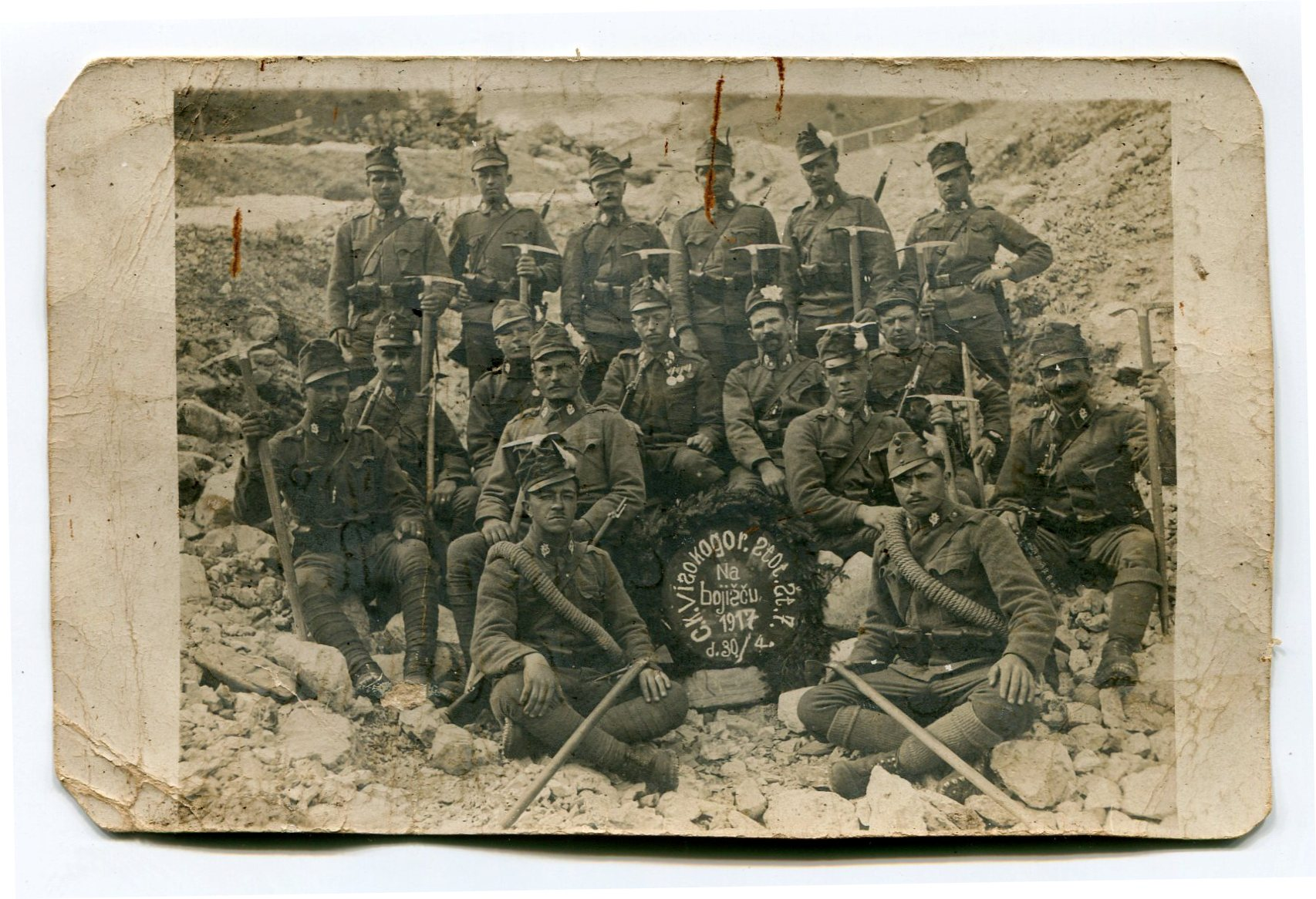
1917 – Gruppe des LwIR Nr. 4 als Teil der Gebirgstruppe

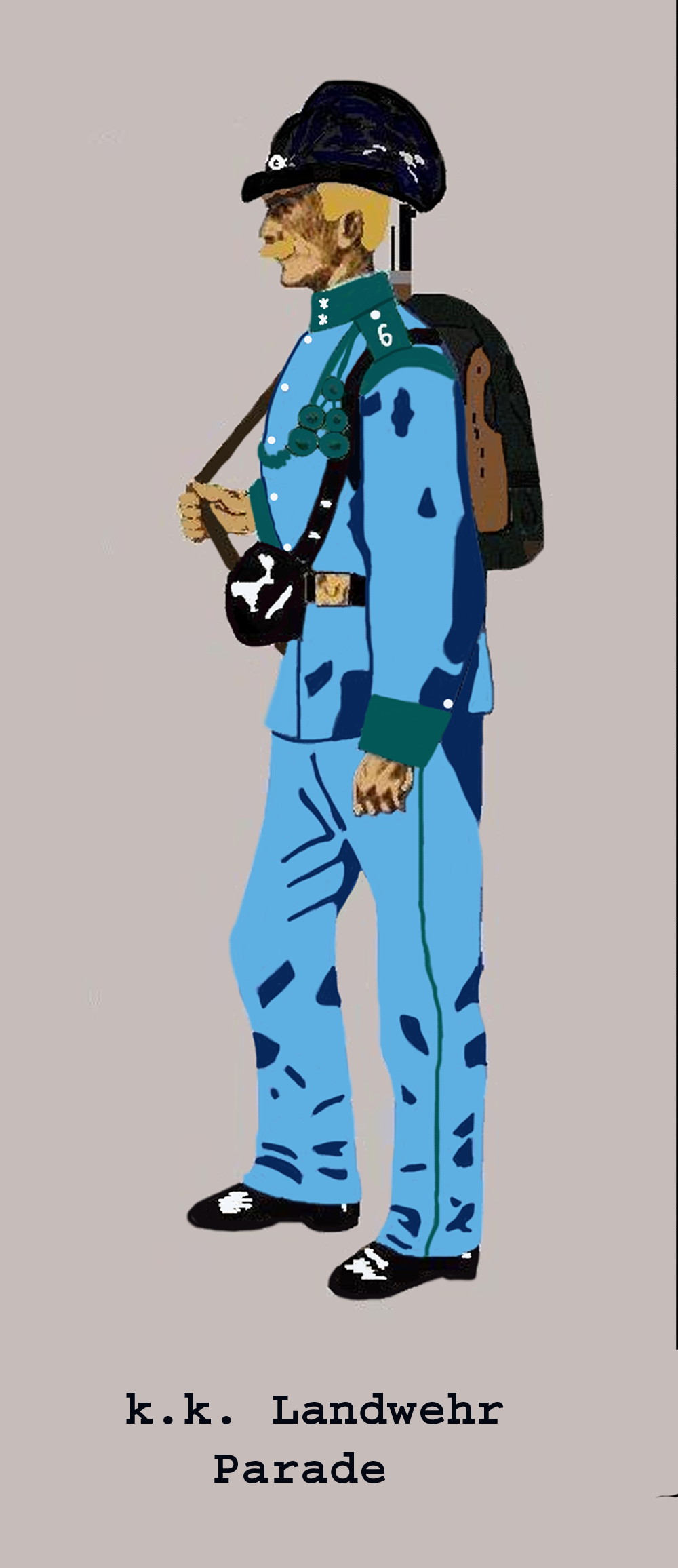
Landwehrinfanterist des Regt. Nr. 6 in Paradeadjustierung

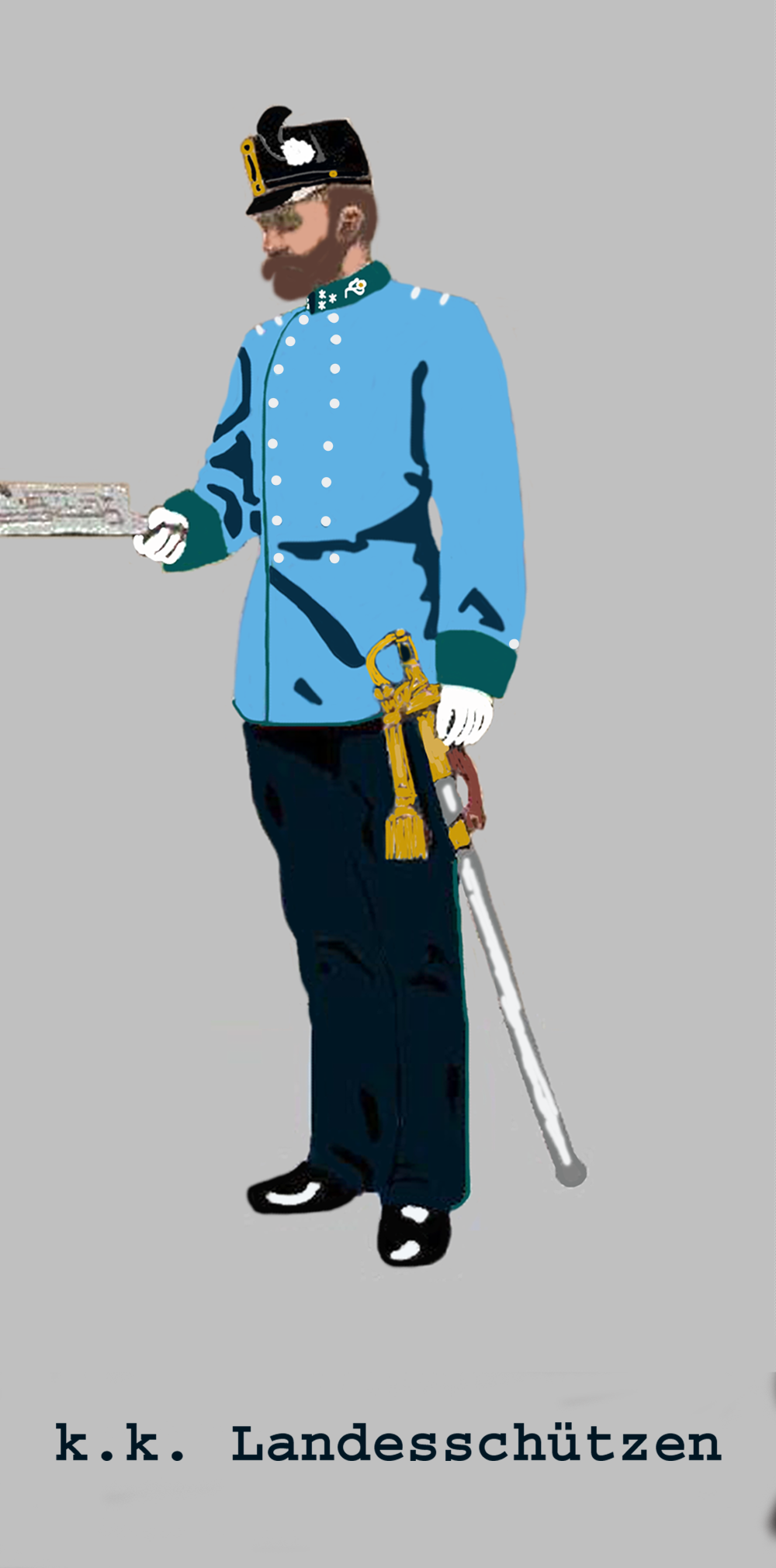
Landesschützenoffizier in Dienst/Ausgangsadjustierung

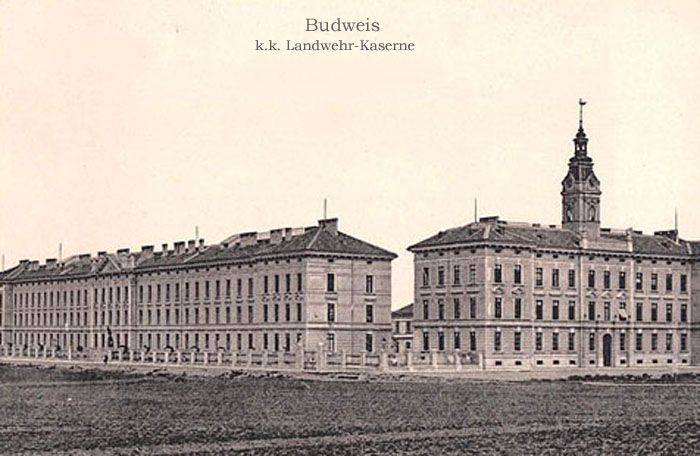
Landwehr-Kaserne in Budweis

- k.k. Landwehr Infanterieregiment „Wien“ Nr. 1

25. Landwehr Infanteriebrigade – 13. Landwehr Infanterietruppendivision – Landwehrkommando in Wien
Errichtet: 1889, Garnison: Wien (Stab - XIII. Bez. Hütteldorfer Str. 188) 48° 11′ 49″ N, 16° 17′ 7″ O
Nationalitäten: 95 % Deutsche – 5 % Andere
Landwehr-Ergänzungsbezirk: Wien A
Kommandant: Oberst Alexander Dini
Stabsoffiziere: Oberstleutnants Gustav Urbanek und Karl Schubert. Majore Friedrich Bitterlich, Franz Heillinger, Karl Edler von Ruckmich und Julius Hoppe
- k.k. Landwehrinfanterieregiment „Linz“ Nr. 2

44. Landwehrinfanterietruppendivision – 87. Landwehrinfanteriebrigade
Errichtet: 1889, Garnison: Linz
Nationalitäten Mannschaft: 98 % Deutsche – 2 % Andere
Landwehr-Ergänzungsbezirk: Linz und Salzburg
Kommandant: Oberst Konstantin Ritter Wasserthal von Zuccari
Stabsoffiziere: Oberstleutnants Franz Unger und Anton Möstl. Majore Josef Morel, Leopold Hirsch, Julius Vogel, Vinzenz Beran und Franz Drtina
- k.k. Landwehr Infanterieregiment „Graz“ Nr. 3

43. Landwehr Infanteriebrigade – 22. Landwehr Infanterietruppendivision – Landwehrkommando in Graz
Errichtet: 1889, Garnison: Graz - II. Baon Leoben
Nationalitäten: 94 % Deutsche – 6 % Andere
Landwehr-Ergänzungsbezirk: Graz und Marburg
Kommandant: Oberst Franz Flach
Stabsoffiziere: Oberstleutnants Friedrich Hadler und Friedrich Teppner. Majore Maximilian Kispert, Josef Karpellus, Friedrich Ritter von Wohlrab und August Strasser
- k.k. Landwehr Infanterieregiment „Klagenfurt“ Nr. 4

44. Landwehr Infanteriebrigade – 22. Landwehr Infanterietruppendivision – Landwehrkommando in Graz
Errichtet: 1889, Garnison: Klagenfurt - II. und III. Baon Hermagor
Nationalitäten: 79 % Deutsche – 21 % Andere
Landwehr-Ergänzungsbezirk: Klagenfurt
Kommandant: Oberst Friedrich Eckhardt von Eckhardtsburg
Stabsoffiziere: Oberstleutnants Karl Brunner und Alois Edler von Fritsch. Majore Eduard Alpi, Desiderius Deniflée, Robert Salomon und Emil Raabl von Hauenfreienstein
Anmerkungen: Das Landwehr Infanterieregiment Nr. 4 gehörte zur k.k. Gebirgstruppe. Ab dem 11. April 1917 hieß es k.k. Gebirgs-Schützenregiment Nr. 1. Abweichend von der Landwehr-Adjustierungsvorschrift trug es die Uniform nach dem Muster der Landesschützen mit dem Edelweiß am Kragen, jedoch statt des Tiroler Adlers die Nummer 4 am Jägerhorn des Hutes.
- k.k. Landwehr Infanterieregiment „Pola“ Nr. 5

44. Landwehr Infanteriebrigade – 22. Landwehr Infanterietruppendivision – Landwehrkommando in Graz
Bedeckungstruppe von Pola
Errichtet: 1889, Garnison: Pola
Nationalitäten: 45 % Slowenen – 22 % Serben/Croaten – 20 % Italiener – 8 % Andere
Landwehr-Ergänzungsbezirk: Triest
Kommandant: Oberst Richard Keki
Stabsoffiziere: Oberstleutnants Eugen Vučinić, Bernhard Zahn, Georg Mitrović und Heinrich Mandolfo. Majore Edmund Lazar, Peter Franičević und Emil Ritter von Fischer
- k. k. Landwehrinfanterieregiment „Eger“ Nr. 6

41. Landwehr Infanteriebrigade – 21. Landwehr Infanterietruppendivision – Landwehrkommando in Prag
Errichtet: 1889, Garnison: Eger
Nationalitäten: 97 % Deutsche – 10 % Andere
Landwehr - Ergänzungsbezirk: Eger und Beraun
Kommandant: Oberst Joseph Stika
- k.k. Landwehr Infanterieregiment „Pilsen“ Nr. 7

41. Landwehr Infanteriebrigade – 21. Landwehr Infanterietruppendivision – Landwehrkommando in Prag
Errichtet: 1889, Garnison: Pilsen - III. Baon in Rokycany
Nationalitäten: 60 % Tschechen – 30 % Deutsche – 10 % Andere
Landwehr - Ergänzungsbezirk: Pilsen und Beraun
Kommandant: Oberst Franz Sappe
Stabsoffiziere: Oberstleutnants Leo Pflug, Johann Weber und Adam Brun. Majore Wilhelm Baumgartner, Eduard Scheiber, Wilhelm Mayer-Koffler und Karl Fischer
- k.k. Landwehr Infanterieregiment „Prag“ Nr. 8

42. Landwehr Infanteriebrigade – 21. Landwehr Infanterietruppendivision – Landwehrkommando in Prag
Errichtet: 1889, Garnison: Prag
Nationalitäten: 95 % Tschechen – 5 % Andere
Landwehr-Ergänzungsbezirk: Prag und Beraun
Kommandant: Oberst Albert Welley
Stabsoffiziere: Oberstleutnants Wilhelm Pulz und Josef Trink. Majore Franz Wolf, Franz Štěpánek, Jakob Zdeněk, Klaudius Ritter Schoen von Liebingen, Johann Nachtmann und Julius Biborosch
- k.k. Landwehr Infanterieregiment „Leitmeritz“ Nr. 9

52. Landwehr Infanteriebrigade – 26. Landwehr Infanterietruppendivision – Landwehrkommando in Leitmeritz
Errichtet: 1889, Garnison: Leitmeritz - III. Baon in Komotau
Nationalitäten: 86 % Deutsche – 14 % Andere
Landwehr-Ergänzungsbezirk: Leitmeritz und Komotau
Kommandant: Oberst Josef Ritter Reyl-Hanisch von Greiffenthal
Stabsoffiziere: Oberst Karl Edler von Maschke. Oberstleutnants Franz Schmidt und Franz Knirsch. Majore Erwin Preuss, Franz Gasser und Leo Stangl
- k.k. Landwehr Infanterieregiment „Jungbunzlau“ Nr. 10

52. Landwehr Infanteriebrigade – 26. Landwehr Infanterietruppendivision – Landwehrkommando in Leitmeritz
Errichtet: 1889, Garnison: Jungbunzlau - III. Baon in Turnau
Nationalitäten: 95 % Tschechen – 5 % Andere
Landwehr-Ergänzungsbezirk: Jungbunzlau und Turnau
Kommandant: Oberst Viktor Meisel
Stabsoffiziere: Oberstleutnants Franz Wanka und Karl Bubnik. Majore Moritz von Frank und Johann Preiss
- k.k. Landwehr Infanterieregiment „Jičin“ Nr. 11

51. Landwehr Infanteriebrigade – 26. Landwehr Infanterietruppendivision – Landwehrkommando in Leitmeritz
Errichtet: 1889, Garnison: Jičín - III. Baon in Jaroměř
Nationalitäten: 63 % Tschechen – 36 % Deutsche – 1 % Andere
Landwehr-Ergänzungsbezirk: Jičin und Königgrätz
Kommandant: Oberst Emil Stangl
Stabsoffiziere: Oberst Ignaz Bezděk - Oberstleutnants Josef Basler, Karl Petzold, Franz Rutta und Edgar Gautsch von Frankenborn. Major Rudolf Hug
- k.k. Landwehr Infanterieregiment „Časlau“ Nr. 12

51. Landwehr Infanteriebrigade – 26. Landwehr Infanterietruppendivision – Landwehrkommando in Leitmeritz
Errichtet: 1889, Garnison: Časlau
Nationalitäten: 87 % Tschechen – 13 % Andere
Landwehr-Ergänzungsbezirk: Časlau und Jungbunzlau
Kommandant: Oberst Oskar Esch
Stabsoffiziere: Oberstleutnants Emil Pohl und Josef Dokoupil. Majore Franz Großauer, Franz Weinbacher und Hermann Jellinek
- k.k. Landwehr Infanterieregiment „Olmütz“ Nr. 13

92. Landwehr Infanteriebrigade – 46. Landwehr Infanterietruppendivision – Landwehrkommando in Krakau
Errichtet: 1889, Garnison: Olmütz - III. Baon in Mährisch-Schönberg
Nationalitäten: 64 % Tschechen – 31 % Deutsche – 5 % Andere
Landwehr-Ergänzungsbezirk: Olmütz und Mährisch Schönberg
Kommandant: Oberst Emil Wank
Stabsoffiziere: Oberstleutnants Josef Baranowski, Franz Lindner und Friedrich Ritter von Stępski. Majore Gustav Illić, Julius Kuczera, August Ritter von Panzera und Adolf Buchsbaum
- k.k. Landwehr Infanterieregiment „Brünn“ Nr. 14

26. Landwehr Infanteriebrigade – 13. Landwehr Infanterietruppendivision – Landwehrkommando in Wien
Errichtet: 1889, Garnison: Brünn – II. Baon in Iglau
Nationalitäten: 67 % Tschechen – 31 % Deutsche – 2 % Andere
Landwehr-Ergänzungsbezirk: Brünn und Iglau
Kommandant: Oberst Gustav Ritter von Zygadłowicz
Stabsoffiziere: Oberstleutnant i. Generalstabskorps Karl Stutz. Oberstleutnants Oskar Waßhuber und Eduard Rott. Majore Rudolf Steinbrecher und Franz Tippelt
- k.k. Landwehr Infanterieregiment „Troppau“ Nr. 15

92. Landwehr Infanteriebrigade – 46. Landwehr Infanterietruppendivision – Landwehrkommando in Krakau
Errichtet: 1889, Garnison: Troppau - III. Baon in Mährisch-Weißkirchen
Nationalitäten: 82 % Deutsche – 18 % Andere
Landwehr-Ergänzungsbezirk: Troppau und Olmütz
Kommandant: Oberst Emil Pattay Edler von Ključ
Stabsoffiziere: Oberstleutnant Konrad Pikolka. Majore Theodor Piekhart, Emil Pohlenz und Johann Mohelský
- k.k. Landwehr Infanterieregiment „Krakau“ Nr. 16

91. Landwehr Infanteriebrigade – 46. Landwehr Infanterietruppendivision – Landwehrkommando in Krakau
Errichtet: 1889, Garnison: Krakau
Nationalitäten: 82 % Polen – 18 % Andere
Landwehr-Ergänzungsbezirk: Krakau und Wadowice
Kommandant: Oberst Heinrich Freiherr von Dürfeld
Stabsoffiziere: Oberstleutnants Ludwig Zawada, Ludwig Freisinger und Karl Prettner. Majore Alexander Edler von Karchesy, Adolf Meindl und Eduard Müller
- k.k. Landwehr Infanterieregiment „Rzeszów“ Nr. 17

90. Landwehr Infanteriebrigade – 45. Landwehr Infanterietruppendivision – Landwehrkommando in Przemyšl
Errichtet: 1899, Garnison: Rzeszów
Nationalitäten: 97 % Polen – 3 % Andere
Landwehr-Ergänzungsbezirk: Rzeszów
Kommandant: Oberst Edmund Lober Edler von Karstenrod
Stabsoffiziere: Oberstleutnant Moritz Löwenstein. Majore Karl Nikodem, Karl Kunzek und Josef Sittenberger
- k.k. Landwehr Infanterieregiment „Przemyśl“ Nr. 18

89. Landwehr Infanteriebrigade – 45. Landwehr Infanterietruppendivision – Landwehrkommando in Przemyśl
Errichtet: 1889, Garnison: Przemyśl
Nationalitäten: 47 % Ruthenen – 43 % Polen – 10 % Andere
Landwehr-Ergänzungsbezirk: Przemyśl und Sanok
Kommandant: Oberst Eduard Bezdiczka
Stabsoffiziere: Oberst Robert Pluhard von Ulogponte. Oberstleutnants Franz Kraliček und Karl Lindinger. Majore Hugo Reichel, Ignaz Pick und Viktore Jarosz
- k.k. Landwehr Infanterieregiment „Lemberg“ Nr. 19

85. Landwehr Infanteriebrigade – 43. Infanterietruppendivision – Landwehrkommando in Lemberg
Errichtet: 1889, Garnison: Lemberg
Nationalitäten: 59 % Ruthenen – 31 % Polen – 10 % Andere
Landwehr-Ergänzungsbezirk: Lemberg und Bereschany
Kommandant: Oberst Karl Jent
Stabsoffiziere: Oberstleutnants Johann Opletal und Franz Springinsfeld. Majore Rudolf Thom, Alexander Süss, Franz Paulik, Kajetan Amirowicz und Miecislaus Linde
- k.k. Landwehr Infanterieregiment „Stanislau“ Nr. 20

85. Landwehr Infanteriebrigade – 43. Landwehr Infanterietruppendivision – Landwehrkommando in Lemberg
Errichtet: 1889, Garnison: Stanislau
Nationalitäten: 72 % Ruthenen – 28 % Andere
Landwehr-Ergänzungsbezirk: Stanislau, Bereschany und Czortków
Kommandant: Oberst Anton Kosel
Stabsoffiziere: Oberstleutnants Adolf Flecker, Josef Otter und Emanuel Hohenauer. Majore Maximilian Preier und Otto Schreyer
- k.k. Landwehr Infanterieregiment „Sankt Pölten“ Nr. 21

87. Landwehr Infanteriebrigade – 44. Landwehr Infanterietruppendivision – Landwehrkommando in Innsbruck
Errichtet: 1889, Garnison: Sankt Pölten
Nationalitäten: 98 % Deutsche – 2 % Andere
Landwehr-Ergänzungsbezirk: St. Pölten und Wien B
Kommandant: Oberst Eduard Edler von Dietrich
Stabsoffiziere: Oberstleutnants Josef Vizthum und Heribert Marchesani. Major Franz Sax, Josef Koch, Johann Lentsch, Gottfried Koch und Johann Ritter von Wróblewski
- k.k. Landwehr Infanterieregiment „Czernowitz“ Nr. 22

86. Landwehr Infanteriebrigade – 43. Landwehr Infanterietruppendivision – Landwehrkommando in Graz
Errichtet: 1889, Garnison: Czernowitz
Nationalitäten: 27 % Ruthenen – 54 % Rumänen – 19 % Andere
Landwehr-Ergänzungsbezirk: Czernowitz und Kolomea
Kommandant: Oberst Alois Göttl
Stabsoffiziere: Oberstleutnants Alfred Förster, Felix Szeparowicz, Iginio Castelpietra und Alfred Škvára. Majore Franz Thierry und Rudolf Dichtl
- k.k. Landwehr Infanterieregiment „Zara“ Nr. 23

5. Gebirgs-Infanteriebrigade – 47. Infanterietruppendivision – XVI. Armeekorps
Errichtet: 1893, Garnison: Zara
Nationalitäten: 82 % Serben/Croaten – 18 % Andere
Landwehr-Ergänzungsbezirk: Sebenico
Kommandant: Oberst Alfred Plesskot
Stabsoffiziere: Oberstleutnants Josef Tuma, Artur Noë und Karl Böttner. Majore Moritz, Marquis de Bona, Maximilian Zangrando und Artur Redl
- k.k. Landwehr Infanterieregiment „Wien“ Nr. 24

25. Landwehr Infanteriebrigade – 13. Landwehr Infanterietruppendivision – Landwehrkommando in Wien
Errichtet: 1900, Garnison: Wien
Nationalitäten: 97 % Deutsche – 3 % Andere
Landwehr-Ergänzungsbezirk: Wien B und Znaim
Kommandant: Oberst Otto Richter
Stabsoffiziere: Oberstleutnants Johann Seidl, Karl Hinek, Karl Darnhofer und Anton Heidrich. Majore Marian Herbert, Josef Weichert und Josef Jöbstl
- k.k. Landwehr Infanterieregiment „Kremsier“ Nr. 25

26. Landwehr Infanteriebrigade – 13. Landwehr Infanterietruppendivision – Landwehrkommando in Wien
Errichtet: 1900, Garnison: Kremsier
Nationalitäten: 83 % Tschechen – 17 % Andere
Landwehr-Ergänzungsbezirk: Kremsier
Kommandant: Oberst Karl Mader
Stabsoffiziere: Oberstleutnants im Genereralstabkorps Ernst Weghaupt und Paul Schinnerer. Majore Johann Wotruba, Heinrich von Silber, Oskar Russ und Adolf Waldmann
- k.k. Landwehr Infanterieregiment „Marburg“ Nr. 26

43. Landwehr Infanteriebrigade – 22. Landwehr Infanterietruppendivision – Landwehrkommando in Graz
Errichtet: 1901, Garnison: Marburg
Nationalitäten: 77 % Deutsche – 23 % Andere
Landwehr-Ergänzungsbezirk: Marburg und Cilli
Kommandant: Oberst Wenzel Schönauer
Stabsoffiziere: Oberstleutnants Artur Edler von Schuschnigg, Josef Trauttweiller Edler von Sturmheg und Richard Volpi. Majore Alfred Schmidt und Florian Freiherr von Pasetti-Friedenburg
- k.k. Landwehr Infanterieregiment „Laibach“ Nr. 27

44. Landwehr Infanteriebrigade – 22. Landwehr Infanterietruppendivision – Landwehrkommando in Graz
Errichtet: 1901, Garnison: Laibach
Nationalitäten: 86 % Slowenen – 14 % Andere
Landwehr-Ergänzungsbezirk: Laibach und Triest
Kommandant: Oberst Karl Zahradniczek
Stabsoffiziere: Oberstleutnants Koloman von Wolnovich und Ewald von Loeser. Majore Ludwig Pour und Adolf Mattig
Anmerkungen: Das Landwehr Infanterieregiment Nr. 27 gehörte zur k.k. Gebirgstruppe. Ab dem 11. April 1917 hieß es k.k. Gebirgs-Schützenregiment Nr. 2. Abweichend von der Landwehr-Adjustierungsvorschrift trug es die Uniform nach dem Muster der Landesschützen mit dem Edelweiß am Kragen, jedoch statt des Tiroler Adlers die Nummer 27 am Jägerhorn des Hutes.
- k.k. Landwehr Infanterieregiment „Pisek“ Nr. 28

42. Landwehr Infanteriebrigade – 21. Landwehr Infanterietruppendivision – Landwehrkommando Prag
Errichtet: 1899, Garnison: Pisek
Nationalitäten: 79 % Tschechen – 20 % Deutsche – 1 % Andere
Landwehr-Ergänzungsbezirk: Pisek, Neuhaus und Beneschau
Kommandant: Oberst Josef Fiedler
Stabsoffiziere: Oberstleutnants Josef Povolný und Ämilian Salzer. Majore Franz Mácha, Cyrill Stransky und Johann Fink
- k.k. Landwehr Infanterieregiment „Budweis“ Nr. 29

42. Landwehr Infanteriebrigade – 21. Landwehr Infanterietruppendivision – Landwehrkommando in Prag
Errichtet: 1899, Garnison: Budweis
Nationalitäten: 45 % Tschechen – 54 % Deutsche – 1 % Andere
Landwehr-Ergänzungsbezirk: Budweis und Pisek
Kommandant: Oberst Johann Wurja
Stabsoffiziere: Oberstleutnants Robert Kneisl und Johann Petri. Majore Erwin Milanich, Johann Radda, Karl Sztowiček, und Maximilian Sonnleitner
- k.k. Landwehr Infanterieregiment „Hohenmauth“ Nr. 30

51. Landwehr Infanteriebrigade – 26. Landwehr Infanterietruppendivision – Landwehrkommando in Prag
Errichtet: 1899, Garnison: Hohenmauth
Nationalitäten: 68 % Tschechen – 28 % Deutsche – 4 % Andere
Landwehr-Ergänzungsbezirk: Hohenmauth und Königgrätz
Kommandant: Oberst Rudolf Kasel
Stabsoffiziere: Oberstleutnant Wilhelm Markart. Majore Eduard Russ, Julius Itz Edler von Mildenstein, Friedrich Berg und Franz Winkelmayer
- k.k. Landwehr Infanterieregiment „Teschen“ Nr. 31

91. Landwehr Infanteriebrigade – 46. Landwehr Infanterietruppendivision – Landwehrkommando in Krakau
Errichtet: 1901, Garnison: Teschen
Nationalitäten: 33 % Tschechen – 37 % Deutsche – 27 % Polen – 1 % Andere
Landwehr-Ergänzungsbezirk: Teschen und Wadowice
Kommandant: Oberst Emil Maculan
Stabsoffiziere: Oberstleutnants Emanuel Fritsch, Erwin Scholten, Josef Freiherr von Quasnitza und Julius Pollak. Majore Johann Teufel, Richard Fenderl und Josef Wolf
- k.k. Landwehr Infanterieregiment „Neusandez“ Nr. 32

91. Landwehr Infanteriebrigade – 46. Landwehr Infanterietruppendivision – Landwehrkommando in Krakau
Errichtet: 1901, Garnison: Neusandez
Nationalitäten: 91 % Polen – 9 % Andere
Landwehr-Ergänzungsbezirk: Neusandez und Tarnów
Kommandant: Oberst Silvester Edler von Lucanović
Stabsoffiziere: Oberstleutnants Willibald Sauer Edler von Nordendorf und Hugo Cron. Majore Alexander Meister, Albrecht Ritter von Krismanič und Jaroslav Melzer
- k.k. Landwehr Infanterieregiment „Stryj“ Nr. 33

89. Landwehr Infanteriebrigade – 45. Landwehr Infanterietruppendivision – Landwehrkommando in Przemyśl
Errichtet: 1901, Garnison: Stryj
Nationalitäten: 73 % Ruthenen – 27 % Andere
Landwehr-Ergänzungsbezirk: Stryj und Sambor
Kommandant: Oberst Ludwig Hromatka
Stabsoffiziere: Oberstleutnant Paul Gilli. Majore Franz Alt, Nikolaus Marynowicz, Hugo Wiglitzky und Johann Schwenk
- k.k. Landwehr Infanterieregiment „Jaroslau“ Nr. 34

90. Landwehr Infanteriebrigade – 45. Landwehr Infanterietruppendivision – Landwehrkommando in Przemyśl
Errichtet: 1901, Garnison: Jaroslau
Nationalitäten: 75 % Polen – 25 % Andere
Landwehr-Ergänzungsbezirk: Jaroslau und Gródek Jagiellonski
Kommandant: Oberst Ferdinand Wlaschütz
Stabsoffiziere: Oberstleutnant Franz Teucher. Majore Otto Wanggo, Johann Wanka, Jodok Bezeljak und Engelbert Czechura
- k.k. Landwehr Infanterieregiment „Zloczów“ Nr. 35

85. Landwehr Infanteriebrigade – 43. Landwehr Infanterietruppendivision – Landwehrkommando in Lemberg
Errichtet: 1898, Garnison: Zloczów
Nationalitäten: 68 % Ruthenen – 25 % Polen – 9 % Andere
Landwehr-Ergänzungsbezirk: Zloczów und Tarnopol
Kommandant: Oberst Alfred Regenermel
Stabsoffiziere: Oberstleutnants Karl Reichelt und Raimund Gossler. Majore Karl Schussböck, Heinrich Eccher von Echo Edler von Marienberg und Eduard von Godlewski de Magna Gozdawa-Godlewa
- k.k. Landwehr Infanterieregiment „Kolomea“ Nr. 36

86. Landwehr Infanteriebrigade – 43. Landwehr Infanterietruppendivision – Landwehrkommando in Lemberg
Errichtet: 1899, Garnison: Kolomea
Nationalitäten: 70 % Ruthenen – 21 % Polen – 9 % Andere
Landwehr-Ergänzungsbezirk: Kolomea, Stanislau und Czortków
Kommandant: Oberst Adalbert Dobija
Stabsoffiziere: Oberstleutnants Kamillo Pekarek, Maximilian Ullmann und Richard Stummer. Majore Moritz Nerber, Florbert Zacher und Taddäus Cyga-Karpiński
- k.k. Landwehr Infanterieregiment Nr. 37

4. Gebirgs-Infanteriebrigade – 47. Infanterietruppendivision – XVI. Armeekorps
Errichtet: 1906, Garnison: Gravosa
Nationalitäten: 82 % Serben/Croaten – 8 % Andere
Landwehr-Ergänzungsbezirk: Castelnuovo
Kommandant: Oberst Franz Grossmann
Stabsoffiziere: Oberstleutnants Moritz Heider, Franz Soltoković und Paul Angjelić. Majore Alois Krainz, Johann Schuberth und Josef Ficker

### Landesschützenregimenter
Die Landesschützen waren um 1871 in Tirol aufgestellte Verbände der k.k. Landwehr. Sie bildeten ab 1906 die k.k. Gebirgstruppe und wurden 1917 in „Kaiserschützen“ umbenannt. Je nach Datum werden daher die unterschiedlichen Bezeichnungen gebraucht.
- k.k. Landesschützen-Regiment „Trient“ Nr. I

88. Landesschützenbrigade – 44. Landwehr Infanterie Truppendivision – XIV. Armeekorps
Garnison: Stab, I. Baon Trient / II. Baon Strigno / III. Baon Ala / IV. Baon (1913 errichtet) Rovereto
entstanden 1893 als k.k. Landesschützen-Regiment „Innsbruck“ Nr. I (verlegt nach Trient 1906) aus dem Zusammenschluss der ehemaligen Landesschützenbataillone:
- Nr. I (Unterinntal)
- Nr. II (Innsbruck - Wipptal)
- Nr. III (Oberinntal)
- Nr. X Vorarlberg

- k.k. Landesschützen-Regiment „Bozen“ Nr. II

88. Landesschützenbrigade – 44. Landwehr Infanterie Truppendivision – XIV. Armeekorps
Garnison: Stab, II. Baon Bozen / I. Baon Meran / III. Baon Riva del Garda
entstanden 1893 aus dem Zusammenschluss der ehemaligen Landesschützenbataillone:
- Nr. IV (Oberetschtal)
- Nr. V (Etsch- und Fleimstal)
- Nr. VI (Pustertal)

- k.k. Landesschützen-Regiment „Innichen“ Nr. III

88. Landesschützenbrigade – 44. Landwehr Infanterie Truppendivision – XIV. Armeekorps
Garnison: Stab, IV. Baon Innichen / I. Baon Primör / II. Baon Predazzo / III. Baon Cortina d’Ampezzo
entstanden 1893 aus dem Zusammenschluss der ehemaligen Landesschützenbataillone:
- Nr. VII (Noce – Avisio)
- Nr. VIII (Trient – Valsugana)
- Nr. IX (Rovereto – Sarca)

### Adjustierung
Als Paradekopfbedeckung diente bei der Landwehrinfanterie der Hut der Jägertruppe aus mattschwarzem, wasserdichtem Filz. Er bestand aus dem Stutz samt Krempe und war mit einer grünen Rundschnur, einem Jagdhorn und einem Federbusch aus schwarzen Hahnenfedern ausgestattet. Die Hutschnur war aus Schafwolle, hatte einen Schubknopf und an beiden Enden je eine mit grüner Wolle überzogene und an den Enden netzartig überflochtene Eichel. Die beiden Eicheln waren am Hutsturz hinten angebracht. Die Schnur für Offiziere war aus schwarz durchwirktem Goldgespinst.
Der Sturz wies die Form eines ovalen Kegels auf, mit einem oben mäßig gebauchten Boden. Die Krempe war hinten und vorn flach gelegt, an beiden Seiten jedoch aufwärts gestülpt. Der Rand der Krempe war mit schwarzem, lackiertem Kalbsleder eingefasst.
An der linken Seite des Sturzes gab es eine rückwärts geneigte Hülse aus Hutfilz zur Befestigung des Federbusches. Das Hutemblem – aus goldfarbenem Metall – bestand aus dem Jägerhorn. In der Windungslichte war die Bataillonsnummer aus versilbertem Pakfong angebracht. Das Emblem wurde über der Federhülse befestigt, sodass die Nummer die gleiche schiefe Richtung zeigten wie die Buschhülse. Der Federbusch war in der Form eines Hahnenschweifs auf einem 1,5 mm starken Stück Eisendraht aufgebunden. Die Länge des Federbuschs betrug 29 cm. Der Busch wurde in die Hülse am Hut gesteckt, sodass die Federn nach hinten bogenförmig herabhingen.
Feldmarschmäßig wurde die Feldkappe der Infanterie verwendet.
Der Waffenrock der Landwehrinfanterie war – bei den Mannschaften und Offizieren – im Schnitt entsprechend der Infanterie. Der Mannschaftsrock aus hechtgrauem Tuch hatte Achselspangen, Achselwülste, Kragen und Ärmelaufschläge von grasgrüner Farbe. Die Knöpfe aller Regimenter waren weiß und mit der Bataillonsnummer versehen.
Die Bluse der Landwehrinfanterie hatte die gleiche Farbe wie der Waffenrock. Die Truppengattungszugehörigkeit wurde durch grasgrüne Parolis gekennzeichnet. Hinsichtlich der übrigen Ausrüstung gab es keinen Unterschied zur Linieninfanterie.
Die Hose aus hechtgrauem Tuch war entsprechend der Vorschrift für die deutschen Regimenter lang geschnitten. Sie war für Offiziere mit grasgrünen Lampassen ausgestattet, Mannschaften und Unteroffiziere hatten grasgrüne Passepoils an der Seitennaht.
Abweichende Adjustierung für die Regimenter 4 und 27
Ausgenommen von diesem Reglement waren die Regimenter 4 und 27, die wie die Landesschützen uniformiert waren.
Beim Hut gab es keine Unterschiede zur Adjustierung der Landwehrinfanterie.
Feldmarschmäßig wurde die Feldkappe der Infanterie verwendet. Als besonderes Abzeichen befand sich an der linken Seite der Kappe eine kleine, schräg nach vorn oben gerichtete Tasche, in die ein Spielhahnstoß eingesteckt wurde. Bei Eigentumsmützen kam es vor, dass die Federn direkt an der Mütze angebracht und nicht in die kleine Tasche eingesteckt wurden, um die weißen Federn besser zur Geltung zu bringen.
Der Waffenrock der beiden Regimenter war wie bei den Landesschützen – bei den Mannschaften und Offizieren – im Schnitt abweichend von der Infanterie zweireihig geschnitten und mit zwei Reihen zu je acht silbernen Köpfen besetzt. Die Knöpfe trugen die Regimentsnummer in arabischen Ziffern. Der Mannschaftsrock aus hechtgrauem Tuch hatte Achselspangen, Achselwülste, Kragen und Ärmelaufschläge von grasgrüner Farbe. Auf dem Kragen befand sich auf jeder Seite hinter den Dienstgradabzeichen ein mattsilbernes Edelweiß.
Die Bluse der Schützen hatte die gleiche Farbe wie der Waffenrock. Die Truppengattungszugehörigkeit wurde durch grasgrüne Parolis gekennzeichnet. Hinsichtlich der übrigen Ausrüstung gab es Unterschiede zu den Infanterietruppenteilen der k.u.k. Armee.
Die Hose war wie die der Landwehr Infanterie.
- Siehe auch: k.k. Gebirgstruppe.

## Kavallerie

### Reitende Landesschützen

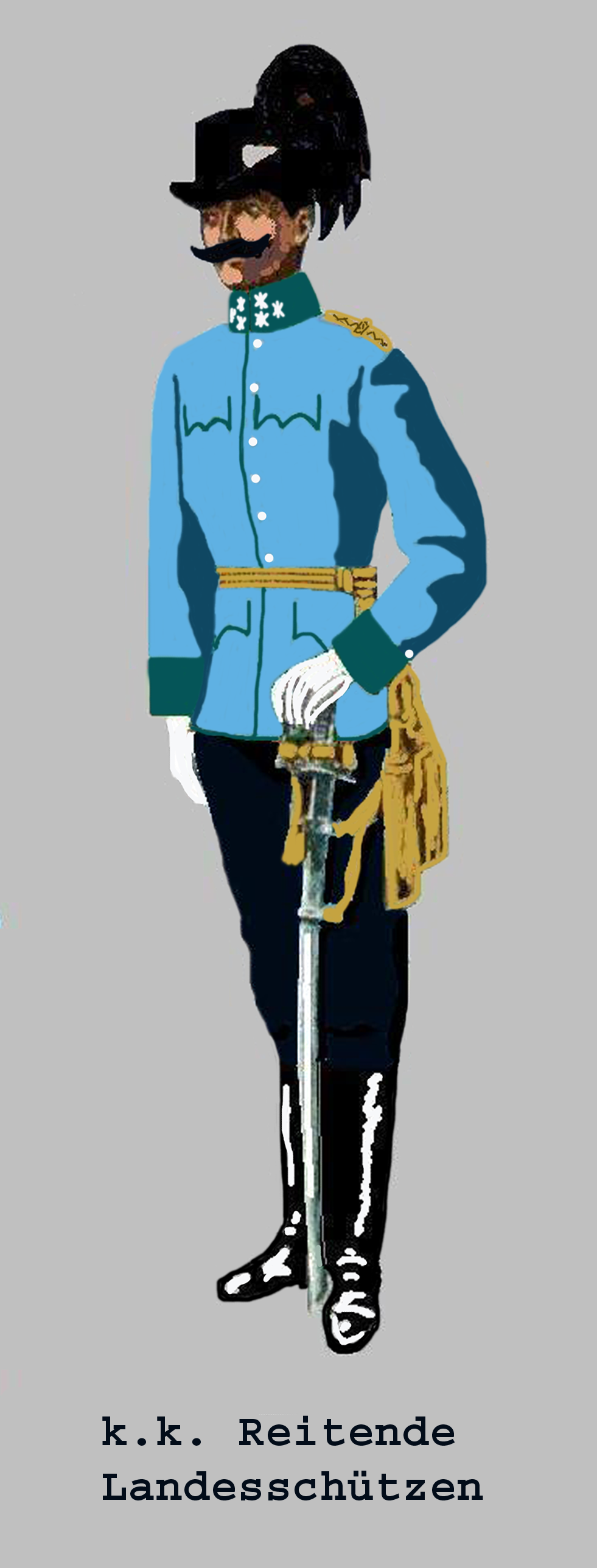
Hauptmann der k.k. Reitenden Landesschützen in Parade-Adjustierung

- k.k. Reitende Tiroler Landesschützen Division

1. Landwehr-Kavalleriebrigade
Als Verbindungskavallerie zugewiesen:
1. und 3. Eskadron zu 44. Landwehr Infanterietruppendivision
2. Eskadron zu 11. Honvéd Kavallerietruppendivision
Nationalitäten: 58 % Deutsche – 38 % Welschtiroler – 4 % Andere
Errichtet: 1874
Garnison: Trient
Kommandant: Oberstleutnant Moritz Graf von Srnka
- k.k. Reitende Dalmatiner Landesschützen Division

Als Verbindungskavallerie zugewiesen:
1 Zug 1. Eskadron zu 4. Gebirgsbrigade – 18. Infanterie Truppendivision
1 Zug 1. Eskadron zu 2. Gebirgsbrigade
1 Zug 1. Eskadron zu 14. Gebirgsbrigade – 47. Infanterie Truppendivision
1 Zug 2. Eskadron zu 5. Gebirgsbrigade – 18. Infanterie Truppendivision
1 Zug zu 18. Infanterie Truppendivision
2 Züge zu 40. Honved Infanterie Division
Nationalitäten: 82 % Serben/Croaten – 18 % Andere
Errichtet: 1874
Garnison: Sinj
Kommandant: Oberstleutnant Julius Stöger-Steiner

### Ulanen

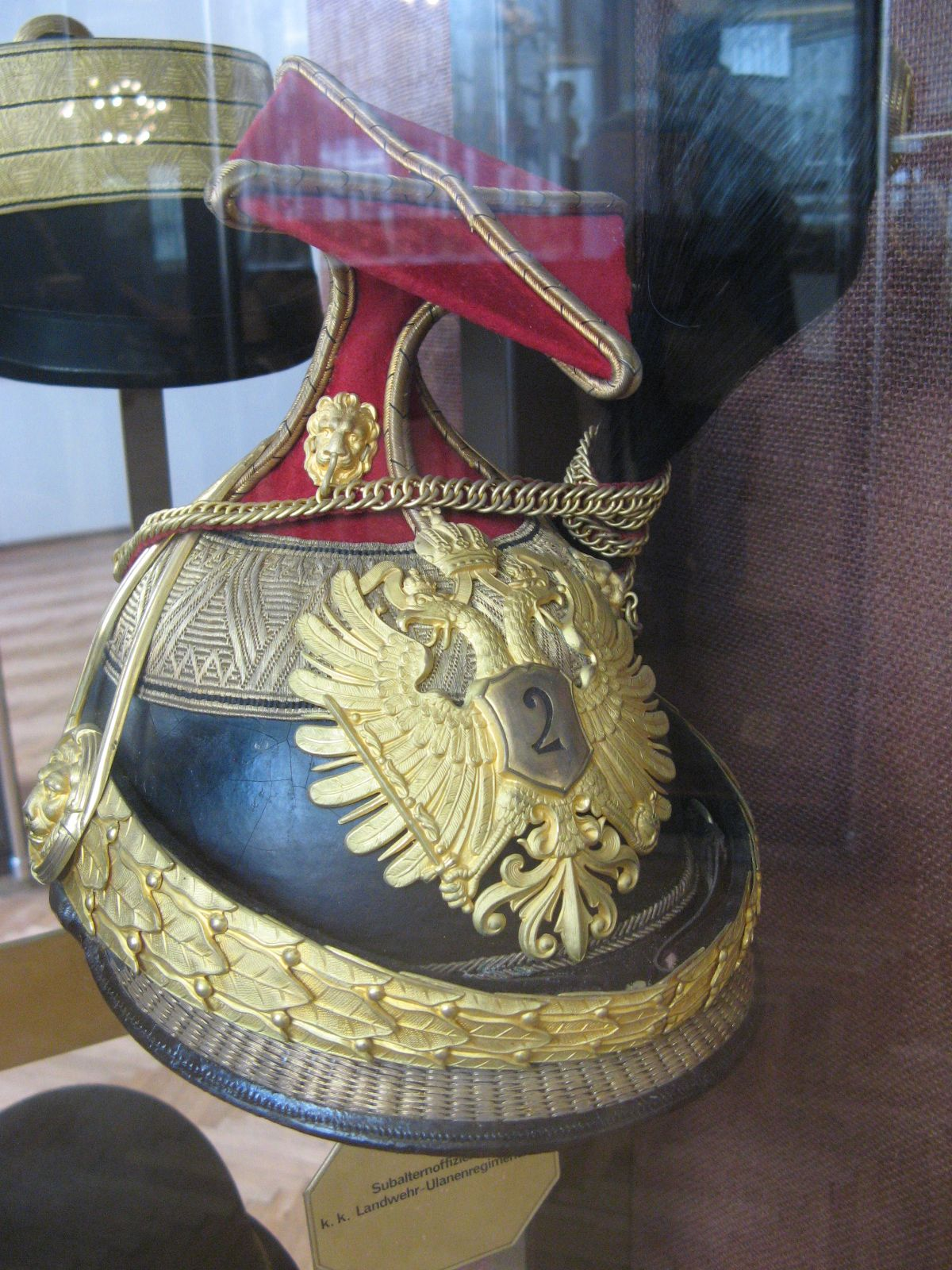
Tschapka eines Subalternoffiziers des k.k. Landwehr Ulanenregiments Nr. 2

1869 als 12 eigenständige Landwehrdragoner- und 13 Landwehrulaneneskadronen errichtet. Aus diesen wurde 1883 jeweils 3 Landwehrdragoner- und Landwehrulanenregimenter formiert. 1894 erhielten die Landwehrdragonerregimenter dann ebenfalls die Bezeichnung Landwehrulanenregimenter.
- k.k. Landwehr Ulanen Regiment Nr. 1

3. Landwehr Kavalleriebrigade
Errichtet: 1883
Als Divisionskavallerie zugewiesen:
1.+2. Esk. der 11. Infanterie Truppendivision
3.+4. Esk. der 30. Infanterie Truppendivision
5.+6. Esk. der 43. Landwehr Infanterie Division
Nationalitäten: 65 % Ruthenen – 30 % Polen – 5 % Verschiedene
Ergänzungsbezirk: Lemberg
Garnison: Lemberg
Kommandant: Oberst Gustav Resch
- k.k. Landwehr Ulanen Regiment Nr. 2

2. Landwehr Kavalleriebrigade
Errichtet: 1883
Als Divisionskavallerie zugewiesen:
1.+2. Esk. der 26. Landwehr Infanterie Division
3.+4. Esk. der 29. Infanterie Truppendivision
5.+6. Esk. der 10. Infanterie Truppendivision
Nationalitäten: 58 % Tschechen – 42 % Verschiedene
Ergänzungsbezirk: Leitmeritz
Garnison: Hohenmauth
Kommandant: Oberst Emil Hofsass
- k.k. Landwehr Ulanen Regiment Nr. 3

3. Landwehr Kavalleriebrigade
Errichtet: 1883
Als Divisionskavallerie zugewiesen:
1.+2. Esk. der 45. Landwehr Infanteriedivision
3.+4. Esk. der 24. Infanterie Truppendivision
5.+6. Esk. der 2. Infanterie Truppendivision
Nationalitäten: 69 % Polen – 26 % Ruthenen – 5 % Verschiedene
Ergänzungsbezirk: Przemyśl
Garnison: Rzeszów
Kommandant: Oberst Valerian Fehmel
- k.k. Landwehr Ulanen Regiment Nr. 4

2. Landwehr Kavalleriebrigade
Errichtet: 1883 als Landwehr Dragoner Regiment Nr. 2 und 1894 umbenannt
Als Divisionskavallerie zugewiesen:
1.+2. Esk. der 5. Infanterie Truppendivision
3.+4. Esk. der 12. Infanterie Truppendivision
5.+6. Esk. der 46. Landwehr Infanteriedivision
Nationalitäten: 85 % Polen – 15 % Verschiedene
Ergänzungsbezirk: Krakau
Garnison: Olmütz
Kommandant: Oberst Josef Weidenhoffer
- k.k. Landwehr Ulanen Regiment Nr. 5

1. Landwehr Kavalleriebrigade
Errichtet: 1883 als Landwehr Dragoner Regiment Nr. 1 und 1894 umbenannt
Als Divisionskavallerie zugewiesen:
1.+2. Esk. der 4. Infanterie Truppendivision
3.+4. Esk. der 25. Infanterie Truppendivision
5.+6. Esk. der 13. Landwehr Infanteriedivision
Nationalitäten: 97 % Deutsche – 3 % Verschiedene
Ergänzungsbezirk: Wien
Garnison: Stockerau
Kommandant: Oberst Julius Brandmeyer
- k.k. Landwehr Ulanen Regiment Nr. 6

1. Landwehr Kavalleriebrigade
Errichtet: 1883 als Landwehr Dragoner Regiment Nr. 3 und 1894 umbenannt
Als Divisionskavallerie zugewiesen:
1.+2. Esk. der 3. Infanterie Truppendivision
3.+4. Esk. der 8. Infanterie Truppendivision
5.+6. Esk. der 44. Landwehr Infanteriedivision
Nationalitäten: 60 % Deutsche – 39 % Tschechen – 1 % Verschiedene
Ergänzungsbezirk: Prag
Garnison: Wels
Kommandant: Oberst Ferdinand von Habermann

## Artillerie

### Feldkanonendivisionen
- k.k. Landwehr Feldkanonendivision Nr. 13

Errichtet: 1913
Nationalitäten: 83 % Deutsche – 17 % Andere
Ergänzungsbezirk: Wien
Garnison: Wien
- k.k. Landwehr Feldkanonendivision Nr. 21

Errichtet: 1913
Nationalitäten: 27 % Deutsche – 72 % Tschechen – 1 % Andere
Ergänzungsbezirk: Prag
Garnison: Prag
- k.k. Landwehr Feldkanonendivision Nr. 22

Errichtet: 1913
Nationalitäten: 71 % Deutsche – 26 % Slowenen – 3 % Andere
Ergänzungsbezirk: Graz
Garnison: Graz
- k.k. Landwehr Feldkanonendivision Nr. 26

Errichtet: 1913
Nationalitäten: 55 % Deutsche – 43 % Tschechen – 2 % Andere
Ergänzungsbezirk: Leitmeritz
Garnison: Theresienstadt
- k.k. Landwehr Feldkanonendivision Nr. 43

Errichtet: 1913
Nationalitäten: 55 % Ruthenen – 25 % Polen – 20 % Andere
Ergänzungsbezirk: Lemberg
Garnison: Lemberg
- k.k. Landwehr Feldkanonendivision Nr. 44 (ab 1916 in k. k. Feldartillerieregiment Nr. 44 aufgegangen)

Errichtet: 1913
Nationalitäten: 60 % Deutsche – 39 % Tschechen – 1 % Andere
Ergänzungsbezirk: Prag
Garnison: Linz
- k.k. Landwehr Feldkanonendivision Nr. 45

Errichtet: 1913
Nationalitäten: 60 % Ruthenen – 25 % Polen – 15 % Andere
Ergänzungsbezirk: Przemysl
Garnison: Przemysl
- k.k. Landwehr Feldkanonendivision Nr. 46

Errichtet: 1913
Nationalitäten: 49 % Polen – 27 % Deutsche – 24 % Andere
Ergänzungsbezirk: Krakau
Garnison: Olmütz

### Feldhaubitzdivisionen
- k.k. Landwehr Feldhaubitzdivision Nr. 13

Errichtet: 1909
Nationalitäten: 83 % Deutsche – 17 % Andere
Ergänzungsbezirk: Wien
Garnison: Wien
- k.k. Landwehr Feldhaubitzdivision Nr. 21

Errichtet: 1909
Nationalitäten: 27 % Deutsche – 72 % Tschechen – 1 % Andere
Ergänzungsbezirk: Prag
Garnison: Prag
- k.k. Landwehr Feldhaubitzdivision Nr. 22

Errichtet: 1909
Nationalitäten: 71 % Deutsche – 26 % Slowenen – 3 % Andere
Ergänzungsbezirk: Graz
Garnison: Graz
- k.k. Landwehr Feldhaubitzdivision Nr. 26

Errichtet: 1909
Nationalitäten: 55 % Deutsche – 43 % Tschechen – 2 % Andere
Ergänzungsbezirk: Leitmeritz
Garnison: Theresienstadt
- k.k. Landwehr Feldhaubitzdivision Nr. 43

Errichtet: 1909
Nationalitäten: 55 % Ruthenen – 25 % Polen – 20 % Andere
Ergänzungsbezirk: Lemberg
Garnison: Lemberg
- k.k. Landwehr Feldhaubitzdivision Nr. 44 (ab 1916 in k. k. Feldartillerieregiment Nr. 44 aufgegangen)

Errichtet: 1909
Nationalitäten: 60 % Deutsche – 39 % Tschechen – 1 % Andere
Ergänzungsbezirk: Prag
Garnison: Linz
- k.k. Feldhaubitzdivision Nr. 45

Errichtet: 1909
Nationalitäten: 60 % Ruthenen – 25 % Polen – 15 % Andere
Ergänzungsbezirk: Przemysl
Garnison: Przemysl
- k.k. Landwehr Feldhaubitzdivision Nr. 46

Errichtet: 1909
Nationalitäten: 49 % Polen – 27 % Deutsche – 24 % Andere
Ergänzungsbezirk: Krakau
Garnison: Olmütz

## Marsch
Der „Marsch Nr. 1“, den Ludwig van Beethoven 1808 als „Marsch der böhmischen Landwehr“ komponierte, ist heute als Yorckscher Marsch bekannt. Er gehört als Bestandteil des Großen Zapfenstreichs heute zu den bekanntesten Märschen der Militärmusik.

## Museale Rezeption
Die Geschichte der österreichisch-ungarischen Streitkräfte ist im Heeresgeschichtlichen Museum in Wien, von Kaiser Franz Joseph I. als „k.k. Hofwaffenmuseum“ gegründet, im Detail dokumentiert. In einer gesonderten Vitrine im Saal V („Franz-Joseph-Saal“) des Museums sind mehrere Uniformen der k.k. Landwehr ausgestellt, ein Relief an der Rückseite der Vitrine zeigt die Territorien an, aus denen sich die k.k. Landwehr und die k.u. Landwehr rekrutierten.